# Монк, Софи
Софи Чарлин Экланд Монк (англ. Sophie Charlene Akland Monk, род. 14 декабря 1979, Англия) — австралийская поп-певица, актриса и модель. Была участницей женской поп-группы Bardot, начала соло-карьеру, выпустив альбом «Calendar Girl». Заявила о себе, как об актрисе, появившись в таких фильмах, как «Киносвидание» и «Клик: С пультом по жизни».

## Биография
Монк родилась в Англии, но когда она была маленькой, её родители переехали в Австралию в Голд-Кост, Квинсленд. Посещала Somerset College и MacGregor State High School, где принимала участие в школьной программе CAD (Center of Artistic Development) — Центр художественного развития. Участвовала в шоу «Popstars».
Монк — вегетарианка.
Профессиональная музыкальная карьера Софи началась в 1999 году, когда она откликнулась по рекомендации матери на объявление о поиске девушек с опытом вокала и танцев. Это было объявление на австралийское шоу «Popstars», благодаря которому собирались создать новый успешный женский музыкальный коллектив. Монк, которая обучалась классическому и поп-пению и выступала с 8 лет, после многочисленных раундов пения и танцевальных номеров была выбрана в качестве члена группы, которая получила название Bardot.
Их дебютный сингл «Poison» попал на 1-е место в ARIA Charts, было продано более 60 000 копий в первую же неделю. Получил дважды статус платинового, оставаясь на верхней позиции в течение двух недель подряд. Альбом «Bardot» также дважды становился Платиновым и попал в двадцатку наиболее продаваемых по Австралии за 2000. В 2001 выпустили второй альбом «Play It Like That», который тоже был успешным, дебютировал на 16-м месте и получил Золотой статус. Провели 2 тура, а в мае 2002 коллектив распался.
Монк начала работать над своей сольной карьерой, и это привело к выходу её первого сингла «Inside Outside» в октябре 2002 года. В мае 2003 года, Монк выпустила свой дебютный сольный альбом «Calendar Girl», который удивил многих тем, что в нём современная поп-музыка была смешана с классическими оперными интерлюдиями. Альбом дебютировал на 35-м месте в чарте ARIA Charts и продолжил опускаться.
Монк поехала покорять Голливуд. Почти все её роли были весьма невелики, в частности она сыграла в 2004 Мэрилин Монро в телефильме «The Mystery of Natalie Wood» и была звездой клипа на песню «Always» панк-группы Blink-182.
В феврале 2006 года она дебютировала в роли кокетки и соблазнительницы шафера Энди в комедии-пародии «Киносвидание». В июне 2006 года вышел в свет фильме «Клик: С пультом по жизни», рассказ об универсальном пульте дистанционного управления, где Монк играет небольшую роль кокетливой секретарши Стейси.
В 2007 появилась в одном эпизоде сериала «Красавцы», снявшись в постельной сцене с главным героем Винсентом Чейзом. Также в 2007 году Монк играла роль Синтии Роуз в комедии с чёрным юмором «Секс и 101 смерть». В 2009 сыграла роль Алексы в видео-фильме ужасов «Окровавленные холмы».

## Личная жизнь
Во время съемок фильма «Лондон» в 2005 встречалась с Джейсоном Стейтемом. В 2006 встречалась с актёром Джудом Лоу. Чуть позже в этом же году сменила его на Бенджи Мэддена (брат-близнец Джоэла Мэддена), гитариста из Good Charlotte. В январе 2008 они расстались, а в марте 2008 Монк уже встречалась с бывшим парнем Пэрис Хилтон Алексом Вагго (бывшим разносчиком пиццы, переквалифицировавшимся в модель).
На данный момент рассталась с неким пластическим хирургом Джоном Диазом.

## Фильмография
| Год  |    | Русское название         | Оригинальное название           | Роль            |
| ---- | -- | ------------------------ | ------------------------------- | --------------- |
| 2004 | тф | Загадка Натали Вуд       | The Mystery of Natalie Wood     | Мэрилин Монро   |
| 2004 | тф | Ребята в бассейне        | Pool Guys                       | Дженет          |
| 2005 | ф  | Лондон                   | London                          | Лорен           |
| 2006 | ф  | Киносвидание             | Date Movie                      | Энди            |
| 2006 | ф  | Клик: С пультом по жизни | Click                           | Стейси          |
| 2007 | ф  | Секс и 101 смерть        | Sex and Death 101               | Синтия Роуз     |
| 2007 | с  | Красавцы                 | Entourage                       | Джулиет         |
| 2008 | с  | Воплощение страха        | Fear Itself                     | Вирджиния       |
| 2009 | ф  | Весенний отрыв           | Spring Breakdown                | Мэйсон Мастерс  |
| 2009 | ф  | Окровавленные холмы      | The Hills Run Red               | Алекса          |
| 2009 | ф  | Живая кровь              | Life Blood                      | Брук            |
| 2010 | ф  | Красотки                 | Hard Breakers                   | Линдси Грин     |
| 2011 | ф  | Типа крутые спартанцы    | The Legend of Awesomest Maximus | принцесса Елена |
| 2011 | ф  | Дорфман                  | Dorfman                         | Вронка          |
| 2016 | ф  | Кровавый пир             | Blood Feast                     | Пенни Рамзес    |

## Дискография
Альбомы в составе Bardot
- Bardot (2000)
- Play It Like That (2001)

Сольный альбом
- Calendar Girl (2003)

Синглы
- Inside Outside (2002)
- Get the Music On (2003)
- One Breath Away (2003)